# Christoph Nußbaumeder
Christoph Nußbaumeder, född 1978 i Eggenfelden i Landkreis Rottal-Inn i Niederbayern, är en tysk dramatiker.

## Biografi
1999-2004 studerade Christoph Nußbaumeder rättsvetenskap, tyska, modern tysk litteratur och historia vid Freie Universität Berlin och Humboldt-Universität zu Berlin. Innan dess arbetade han på bilfabrik i Sydafrika. Sedan 2004 arbetar han som frilansskribent. Hans debutpjäs Mit dem Gurkenflieger in die Südsee 2004 vann Schaubühne am Lehniner Platz' dramatävling. Den uruppfördes året därpå på Ruhrfestspiele i Recklinghausen. Pjäsen handlar om säsongsarbetare från Östeuropa och att skildra samhällets mest utsatta varelser är ett återkommande tema i hans dramatik. En inspiration han nämnt är den österrikiske dramatikern Ödön von Horvath. 2005 var han inbjuden till International Residency for Emerging Playwrights på Royal Court Theatre i London. 2006 regisserade stjärnregissören Thomas Ostermeier pjäsen Liebe ist nur eine Möglichkeit på Schaubühne. Nußbaumeders dramatik har spelats av flera ledande teatrar i Tyskland: Schauspielhaus Bochum, Schauspiel Köln, Schauspiel Essen, Staatstheater Nürnberg och Landestheater Linz. Säsongen 2007/2008 var han husdramatiker vid Nationaltheater Mannheim. Han har kontrakt med Suhrkamp Verlag som ger ut hans pjäser.